# Лактулоза
Лактуло́за (4-О-бета-D-галактопиранозил-D-фруктоза) — дисахарид, состоящий из остатков молекул галактозы и фруктозы, синтетический структурный изомер молочного сахара — лактозы. В природе не встречается.
Лактулоза используется в качестве осмотического слабительного лекарственного средства, стимулирующего перистальтику кишечника, и применяется при запорах, печёночной энцефалопатии, а также при диагностике (водородный дыхательный тест) нарушений желудочно-кишечного тракта.

## Свойства
По физическим свойствам — белый порошок, хорошо растворимый в воде.
Лактулозу в промышленных количествах синтезируют из лактозы, которую, в свою очередь, вырабатывают из подсырной сыворотки, отходов при производстве молока и молочных продуктов. Продукт производства в качестве примесей может содержать галактозу (не более 16%), лактозу (12 %), эпилактозу (8 %), фруктозу (1 %).

## История
Применение лактулозы в качестве слабительного было впервые описано Майерхофером (F. Mayerhofer) и Петуели (F. Petuely) в 1959 году. С тех пор было проведено большое количество исследований, расшифровавших механизм действия и подтвердивших эффективность лактулозы при запорах.

## Фармакология
Лактулоза оказывает гиперосмотическое слабительное действие, стимулирует перистальтику кишечника, улучшает всасывание фосфатов и солей кальция и магния, способствует выведению ионов аммония. Лактулоза может эффективно предотвращать и лечить минимальную печеночную энцефалопатию, а также улучшать основную дисфункцию печени.

### Слабительноедействие
Лактулоза, подобно лактозе (также дисахарид, содержащийся в молоке), не может всасываться в кишечнике человека без гидролиза до моносахаридов, а у человека нет ферментов, способных гидролизовать лактулозу. Благодаря этому лактулоза в определенных минимальных количествах интенсивно повышает осмотическое давление в кишечнике и вызывает переход воды в просвет кишки, разжижение и увеличение объёма стула и, тем самым, послабляющий эффект. Лактулоза также увеличивает секрецию желчи в просвет тонкой кишки, подобно другим осмотическим слабительным, таким, как магния сульфат. В малых дозах оказывает размягчающий эффект на стул или вообще не оказывает подобного эффекта.

### Действие на микрофлору
Лактулоза, доходя в неизменном виде до толстой кишки, сбраживается молочнокислыми бактериями толстой кишки, способными усваивать лактулозу благодаря более низкой специфичности их ферментов. При этом продукты бактериального метаболизма лактулозы сдвигают pH среды в толстой кишке в кислую сторону, угнетая тем самым рост и размножение патогенных и гнилостных (питающихся белками) микроорганизмов.
Второй важный момент заключается в том, что в кислой среде большая часть аммиака находится в ионизированной форме (аммоний NH4+) и плохо всасывается в кровь, а щелочная среда повышает образование свободной, более липофильной и лучше всасываемой формы аммиака NH3. Тем самым действие лактулозы приводит к снижению уровня аммиака и других токсичных продуктов разложения белков в крови, если они не полностью перевариваются в тонком кишечнике. Однако, выводимая из этого предположительная польза от приёма лактулозы при печёночной энцефалопатии оспаривается.